# Marie Bernard-Meunier
Marie Bernard-Meunier (* 1948) ist auf kanadischer Seite Vorstand des Vereins Atlantik-Brücke und war von 2000 bis 2004 kanadische Botschafterin in der Bundesrepublik Deutschland.
Während des Studiums, das sie mit einem Masters Degree im Fach Politikwissenschaften an der Universität Montreal abschloss, kam sie erstmals auch intensiv mit Deutschland in Kontakt. Sie arbeitete zunächst in der kanadischen Verwaltung im Bereich Investment and Technology (1976–1979) und im Bereich der Zusammenarbeit mit Entwicklungsländern (1983–1985). Von 1989 bis 1993 war sie Botschafterin Kanadas bei der UNESCO, in deren Leitungsorgan sie 1989 gewählt wurde, seit 1991 als Präsidentin.
Von 1993 bis 1996 war sie in der kanadischen Regierung Generaldirektorin für Internationale Organisationen, danach bis 2000 Botschafterin Kanadas in den Niederlanden. Von 2004 bis 2005 war sie als Gastwissenschaftlerin in der Amerika-Abteilung beim Deutschen Institut für Internationale Politik und Sicherheit (Stiftung Wissenschaft und Politik) in Berlin.
Marie Bernard-Meunier hat einen Sohn.